# Greg Fidelman
Greg Fidelman (ur. 4 września 1965) – amerykański producent muzyczny i inżynier dźwięku. Fidelman współpracował m.in. z takimi zespołami i wykonawcami jak: Metallica, Slayer, Black Sabbath, Red Hot Chili Peppers, Bush, Audioslave, Marilyn Manson, Slipknot, System of a Down, U2, Johnny Cash oraz Neil Diamond. W latach 1988–1996 pod pseudonimem Greg Fields grał na gitarze i śpiewał w zespole rockowym Rhino Bucket.

## Wybrana dyskografia
| Rok  | Album                                        | Uwagi                                              | Źródło |
| ---- | -------------------------------------------- | -------------------------------------------------- | ------ |
| 1999 | Red Hot Chili Peppers - Californication      | inżynieria dźwięku                                 | [ 3 ]  |
| 2000 | Rage Against the Machine - Renegades         | edycja cyfrowa                                     | [ 4 ]  |
| 2002 | Audioslave - Audioslave                      | edycja cyfrowa                                     | [ 5 ]  |
| 2006 | Johnny Cash - American V: A Hundred Highways | miksowanie                                         | [ 6 ]  |
| 2008 | Metallica - Death Magnetic                   | inżynieria dźwięku, miksowanie                     | [ 7 ]  |
| 2009 | Slayer - World Painted Blood                 | inżynieria dźwięku, miksowanie, produkcja muzyczna | [ 8 ]  |
| 2010 | Kid Rock - Born Free                         | inżynieria dźwięku, miksowanie, gitara, fortepian  | [ 9 ]  |
| 2011 | Adele - 21                                   | inżynieria dźwięku                                 | [ 10 ] |
| 2013 | Black Sabbath - 13                           | inżynieria dźwięku                                 | [ 11 ] |
| 2014 | Slipknot - .5: The Gray Chapter              | miksowanie, produkcja muzyczna                     | [ 12 ] |
| 2015 | Apocalyptica - Shadowmaker                   | miksowanie                                         | [ 13 ] |
| 2016 | Metallica - Hardwired...To Self-Destruct     | produkcja muzyczna, miksowanie, realizacja nagrań  | [ 14 ] |